# آدولف اویگن فیک
آدولف اویگن فیک (آلمانی: Adolf Eugen Fick; زاده ۳ سپتامبر ۱۸۲۹ – درگذشته ۲۱ اوت ۱۹۰۱) یک فیزیولوژیست و زیست‌فیزیک‌دان اهل آلمان بود.